# Antoine Fattal
Pour les articles homonymes, voir Fattal.
Antoine Elias Fattal, né à Alexandrie en Égypte en 1917 et mort à Beyrouth au Liban en 1987, est un professeur de droit et ambassadeur et conseiller juridique libanais.

## Biographie
Il est le fils  d’Elias Fattal et de Marguerite Sarkis et petit-fils de Joseph Elian Sarkis. Docteur en Droit et licencié en Sciences politiques de l'Université de Paris, il est également diplômé ès lettres de l'Institut d'études sémitiques de Paris. Dans la préparation à ce diplôme, il a acquis une connaissance du syriaque, de l'hébreu.
Antoine Fattal termine ses études de droit en 1946 par une soutenance de thèse sur le sujet du Statut Légal des Non-Musulmans en pays d'Islam ; ce travail lui vaut le prix « Robert Dennery ». Publié en 1958, sa thèse demeure toujours un ouvrage de référence sur le droit des minorités en pays musulman.
Entretemps, il travaille comme journaliste au Journal d’Égypte jusqu'en 1954, année au cours de laquelle il décide de s'installer au Liban. Il embrasse alors la carrière diplomatique, entre au Conseil d'État et de 1960 à 1970 il est chargé de la direction de la Fonction Publique de l'Administration publique libanaise. Il est alors membre de la Cour permanente d'arbitrage et membre du Conseil de la Fonction publique. Par la suite, Conseiller du Ministère des Affaires Étrangères libanais, il est nommé secrétaire général par intérim de ce ministère. Il y reste deux ans.
En parallèle à ses responsabilités dans l'Administration publique et la diplomatie, Antoine Fattal enseigne de 1958 à 1977, le Droit International Public à la Faculté de Droit et de Sciences Politiques de l'Université Saint-Joseph de Beyrouth.
En 1977 il est nommé Ambassadeur du Liban auprès du Saint-Siège. En automne 1982, il est appelé par le Président Amin Gémayel pour mener les négociations avec Israël qui aboutiront à l'accord du 17 mai 1983 approuvé par le parlement libanais mais non ratifié par le Président lui-même. L'accord n'entrera pas en vigueur.